# أندريه ديسماريه
أندريه ديسماريه هو شخصية أعمال كندي، ولد في 26 أكتوبر 1956 في أوتاوا في كندا.

## وصلات خارجية
- أندريه ديسماريه على موقع إن إن دي بي (الإنجليزية)